# Cor Lammers

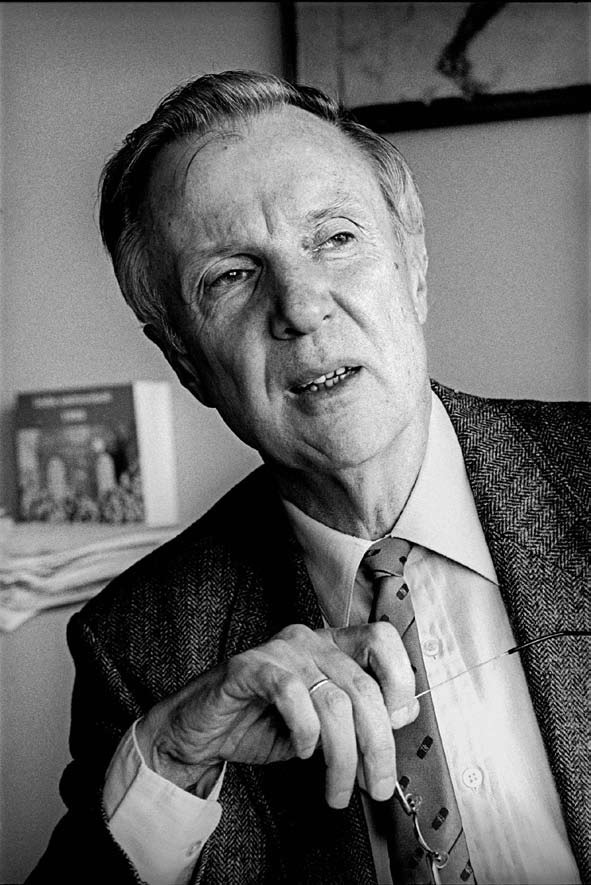

Cornelis Jacobus (Cor) Lammers (Amsterdam, 20 april 1928 – Oegstgeest, 1 mei 2009) was hoogleraar organisatiesociologie aan de Universiteit Leiden en lid van de Koninklijke Nederlandse Akademie van Wetenschappen. Samen met J.A.A. van Doorn schreef Lammers het in 1959 verschenen boek Moderne sociologie, dat jarenlang gold als standaardwerk.

## Opleiding
Lammers studeerde vanaf 1947 sociografie aan de Universiteit van Amsterdam en vertrok in 1948 naar de universiteit van Michigan, waar hij in 1950 een master in sociology behaalde. Tussen 1950 en 1955 volgde hij in Amsterdam colleges sociologie en culturele antropologie en combineerde dat tussen 1952 en 1955 met een functie als onderzoeksmedewerker aan onder meer het Instituut voor Sociaal Onderzoek van het Nederlandse volk (Isonevo). Hij publiceerde in 1955 de Survey of Evacuation Problems and Disaster Experiences in Studies in Holland Flood Disaster. Na zijn doctoraal-examen werd Lammers reserve-officier bij de Koninklijke Marine. Hij combineerde zijn functie daar met een studie naar de socialisatie van toekomstige officieren.

## Loopbaan
Lammers trad in 1957 in dienst van het Centraal Bureau voor de Statistiek, waar hij zich bezighield met een onderzoek naar de vrije tijdsbesteding. Hij werkte in deze tijd (samen met Jacques van Doorn) aan het handboek Moderne Sociologie. Systematiek en Analyse (1959, 12 drukken).
In 1960 vertrok Lammers naar het Nederlands Instituut voor Preventieve Geneeskunde (NIPG), waar hij werkte onder leiding van sociaal psycholoog Koekebakker, bij wie hij promoveerde (1963) op een proefschrift over het onderzoek uit zijn diensttijd getiteld Het Koninklijk Instituut voor de Marine. Lammers werd binnen het NIPG betrokken bij medisch-sociologisch onderzoek en publiceerde in 1967 het ziekenhuis als kastenmaatschappij. Daarnaast hield hij zich bezig met de relaties tussen leidinggevenden en werknemers, met name in de vorm van werkoverleg. In dezelfde periode vervulde hij een onderwijsopdracht aan het Sociologisch Instituut van Leiden, omschreven als industriële sociologie.
In 1964 volgde Lammers Van Doorn op als hoogleraar in Leiden, maar voelde niet veel voor dit vak of voor de studie van organisaties in specifieke maatschappelijke sectoren en koos voor een vergelijkende organisatiesociologie, waarin verschillen en overeenkomsten tussen organisaties in verschillende maatschappelijke sectoren konden worden geanalyseerd. Lammers schreef nu een lange reeks van kleinere bijdragen in tijdschriften en hij schreef de boeken Organisaties vergelijkenderwijs (1983) en Organisaties van bovenaf en van onderop (1993). Hij hechtte sterk aan empirisch onderzoek en aan empirische onderbouwing van theoretische uitspraken. Een van zijn kernthema's, de gespannen complementariteit tussen leiders en ondergeschikten, werd door hem uitgewerkt in Organiseren van bovenaf en van onderop en toegepast in zijn laatste boek Vreemde overheersing. Over bezetting en bezettingen in sociologisch perspectief (2005).
In Lammers afscheidsrede op 7 mei 1993 liet hij, stoelend op zijn ervaring, niet veel heel van de opvatting dat de universiteit in eerdere jaren beter bestuurd zou zijn. Hij vond het een zegen dat universitaire bestuurders zich nadien voor hun beleid te verantwoorden hadden en enige controle 'van onderop' mogelijk was geworden en betreurde de terugdraaiing daarvan later.
Cor Lammers overleed op 81-jarige leeftijd.

## Publicaties
- 1955. Survey of Evacuation Problems and Disaster Experiences, Vol. II, Studies in Holland Flood Disaster. Amsterdam/Washington, D.C.: Instituut voor sociaal onderzoek van het Nederlandse volk, 1955.
- 1963. Het Koninklijk Instituut voor de Marine. Een sociologische analyse van de inlijving van groepen adspirant-officieren in de zeemacht (dissertatie). Assen: Van Gorcum, 1963.
- 1964. Uiterlijke samenhang en bindingskracht van de organisatie (oratie). Assen: Van Gorcum, 1964.
- 1965. Medezeggenschap en overleg in het bedrijf, met anderen. Utrecht/Antwerpen: Het Spectrum, 1965.
- 1968. Studentenvakbeweging en universitaire democratie. Een sociologische vergelijking van de opkomst en het democratiseringseffect van de vakbeweging der studenten met die der werknemers. Amsterdam: Noord-Hollandsche Uitgevers Maatschappij, 1968.
- 1970. Studenten, politiek en universitaire democratie. Sociologische opstellen over veranderingen in de studentenwereld en in het universitaire bestel. Rotterdam: Universitaire Pers, 1970.
- 1971. Mensen in het ziekenhuis. Nieuwe vormen van leiding geven en communicatie, met E. Th. Cassee. Groningen: Wolters-Noordhoff, 1971.
- 1972. Menswetenschappen vandaag. Twee zijden van de medaille, met M. Mulder, M. Schröder, J. van Straten en R. van der Vlist (redactie). Meppel: Boom, 1972.
- 1974. 'De professionele vereisten van een sociologische opleiding', in: Th. de Boer, A.J.F.Köbben (redactie), Waarden en wetenschap. Polemische opstellen over de plaats van het waardeoordeel in de sociale wetenschappen. Bilthoven: Ambo, 1974, pp. 105-117.
- 1979. Organizations Alike and Unlike. International and Inter-institutional Studies in the Sociology of Organizations, met D.J. Hickson (redactie). London: Routledge & Kegan Paul, 1979.
- 1979. Moderne sociologie: een systematische inleiding, samen met J.A.A. van Doorn, 1979, (geheel herziene en bijgewerkte uitgave; eerste druk 1959), ISBN 90-274-4822-1.
- 1983. Organisaties vergelijkenderwijs. Ontwikkeling en relevantie van het sociologisch denken over organisaties. Utrecht/Antwerpen: Het Spectrum, 1983. Zevende, geheel herziene druk 1997, achtste, geheel herziene druk (met A.A. Mijs en W.J. van Oort) 2000.
- 1988. The Interorganizational Control of an Occupied Country, in: Administrative Science Quarterly, 33, pp. 438–457
- 1989. Organisaties vergelijkenderwijs. Ontwikkeling en relevantie van het sociologisch denken over organisaties, Utrecht: Het Spectrum.
- 1990. Macht en gezag van de Duitse bezetter, Mededelingen van de Afdeling Letterkunde van de Koninklijke Nederlandse Akademie van Wetenschappen, Nieuwe Reeks, deel 53, no. 4, Amsterdam..
- 1993. Organiseren van bovenaf en van onderop. Een beknopte inleiding in de organisatiesociologie, Utrecht: Het Spectrum.
- 1993. Balans van het organisatie-sociologisch denken. Hoogtepunten uit het werk van Cor Lammers (onder redactie van M.C. Dozy, J.P. Laurier, W.J. van Noort). Utrecht: Het Spectrum. (Bundel met 14 artikelen van Lammers, een slothoofdstuk 'De balans opgemaakt; een terugblik op de betekenis van het werk van Cor Lammers', en een bibliografie van zijn werk van 1953 tot 1992).
- 1994. 'Collaboreren op niveau. Een vergelijkende studie van bezettingsregimes gedurende de Tweede Wereldoorlog', in: Mens en Maatschappij, 69, pp. 366–399
- 1998. 'Persecution in the Netherlands during World War Two. An Introduction', in: The Netherlands' Journal of Social Sciences, Vol. 34, No. 2 (Special Issue on Repression and Persecution. Assen: Van Gorcum, 1998), pp. 111-125.
- 2005. Vreemde Overheersing: bezetten en bezetting in sociologisch perspectief, Amsterdam: Bert Bakker.
- 2007. 'De VS als bezettende mogendheid', in: Sociologie, 3, pp. 141–167.

- Bibliothèque nationale de France: cb12034567p (data)
- Digitale Bibliotheek voor de Nederlandse Letteren: lamm009
- Gemeinsame Normdatei: 170311740
- International Standard Name Identifier: 0000 0000 8108 1332
- Library of Congress Control Number: n80138579
- Nationale Bibliotheek van Israël: 987007460325805171
- Nederlandse Thesaurus van Auteursnamen: 068337477
- Système universitaire de documentation: 028527313
- Virtual International Authority File: 29550027
- WorldCat: E39PBJxWXBGpQv7cp7D3MrJRrq